# Campeonato Mundial de Atletismo de 2015 - Salto em distância feminino
A prova do salto em distância feminino do Campeonato Mundial de Atletismo de 2015 foi disputada entre 27 e 28 de agosto no Estádio Nacional de Pequim, em Pequim.

## Recordes
Antes desta competição, os recordes mundiais e do campeonato nesta prova eram os seguintes:
| Tipo                  | Atleta               | Distância | Local      | Data                  | Ref |
| --------------------- | -------------------- | --------- | ---------- | --------------------- | --- |
|                       | Galina Chistyakova   | 7,52      | Leningrado | 11 de junho de 1988   | ver |
| Recorde do campeonato | Jackie Joyner-Kersee | 7,36      | Roma       | 3 de setembro de 1987 | ver |

## Medalhas
| Ouro                    | Prata               | Bronze               |
| Tianna Bartoletta (USA) | Shara Proctor (GBR) | Ivana Španović (SRB) |

## Cronograma
Todos os horários são locais (UTC+8).
| Data         | Hora  | Evento        |
| ------------ | ----- | ------------- |
| 27 de agosto | 10:20 | Eliminatórias |
| 28 de agosto | 19:50 | Final         |

## Resultados

### Eliminatórias
Qualificação: 6,75 m (Q) e pelo menos 12 melhores (q) avançam para a final. 
| Colocação | Grupo | Atleta                      | Nacionalidade            | # 1  | # 2  | # 3  | Marca | Notas |
| --------- | ----- | --------------------------- | ------------------------ | ---- | ---- | ---- | ----- | ----- |
| 1         | A     | Ivana Španović              | Sérvia                   | 6.91 |      |      | 6.91  | Q, NR |
| 2         | B     | Lorraine Ugen               | Grã-Bretanha             | 6.29 | 6.61 | 6.87 | 6.87  | Q     |
| 3         | B     | Malaika Mihambo             | Alemanha                 | 6.84 |      |      | 6.84  | Q, SB |
| 4         | B     | Christabel Nettey           | Canadá                   | 6.68 | 6.52 | 6.79 | 6.79  | Q     |
| 5         | A     | Katarina Johnson-Thompson   | Grã-Bretanha             | 6.54 | 6.79 |      | 6.79  | Q     |
| 6         | B     | Nastassia Mironchyk-Ivanova | Bielorrússia             | 6.71 | 6.76 |      | 6.76  | Q     |
| 7         | A     | Tianna Bartoletta           | Estados Unidos           | 6.71 | 6.66 | 6.71 | 6.71  | q     |
| 8         | B     | Khaddi Sagnia               | Suécia                   | 6.53 | 6.54 | 6.71 | 6.71  | q     |
| 9         | A     | Darya Klishina              | Rússia                   | 6.71 | x    | x    | 6.71  | q     |
| 10        | A     | Erica Jarder                | Suécia                   | 6.70 | x    | 6.53 | 6.70  | q, SB |
| 11        | B     | Shara Proctor               | Grã-Bretanha             | 6.67 | 6.68 | 6.57 | 6.68  | q     |
| 12        | B     | Janay DeLoach Soukup        | Estados Unidos           | 6.27 | 6.65 | 6.68 | 6.68  | q     |
| 13        | A     | Volha Sudarava              | Bielorrússia             | x    | 6.65 | 6.48 | 6.65  |       |
| 14        | A     | Brooke Stratton             | Austrália                | 6.57 | 6.55 | 6.64 | 6.64  |       |
| 15        | B     | Alina Rotaru                | Roménia                  | 6.45 | 6.58 | 6.43 | 6.58  |       |
| 16        | B     | Yuliya Pidluzhnaya          | Rússia                   | 6.51 | x    | 6.57 | 6.57  |       |
| 17        | A     | Jana Velďáková              | Eslováquia               | 6.40 | x    | 6.56 | 6.56  |       |
| 18        | A     | Krystyna Hryshutyna         | Ucrânia                  | 6.53 | 6.28 | x    | 6.53  |       |
| 19        | A     | Jasmine Todd                | Estados Unidos           | x    | 6.26 | 6.52 | 6.52  |       |
| 20        | A     | Aiga Grabuste               | Letônia                  | x    | 6.48 | x    | 6.48  |       |
| 21        | B     | Chantel Malone              | Ilhas Virgens Britânicas | 6.22 | 6.46 | 6.10 | 6.46  |       |
| 22        | B     | Lena Malkus                 | Alemanha                 | x    | 6.46 | 3.99 | 6.46  |       |
| 23        | A     | Yelena Sokolova             | Rússia                   | 6.31 | x    | 6.44 | 6.44  |       |
| 24        | B     | Brittney Reese              | Estados Unidos           | 6.39 | 6.23 | 6.17 | 6.39  |       |
| 25        | B     | Bianca Stuart               | Bahamas                  | 6.34 | 6.31 | x    | 6.34  |       |
| 26        | B     | Keila Costa                 | Brasil                   | 6.32 | x    | x    | 6.32  |       |
| 27        | A     | Sosthene Moguenara          | Alemanha                 | x    | x    | 6.23 | 6.23  |       |
| 28        | B     | Tânia da Silva              | Brasil                   | 6.16 | 6.18 | 6.08 | 6.18  |       |
| 29        | A     | Paola Mautino               | Peru                     | 6.15 | 6.03 | 5.80 | 6.15  |       |
| 30        | B     | Lu Minjia                   | China                    | 6.01 | x    | 6.01 | 6.01  |       |
| 31        | B     | Claudia Guri                | Andorra                  | 5.46 | 5.59 | 5.33 | 5.59  |       |
| 32        | A     | Eliane Martins              | Brasil                   | x    | x    | x    | NM    |       |
| 32        | A     | Florentina Marincu          | Roménia                  | x    | x    | x    | NM    |       |
| 32        | A     | María del Mar Jover         | Espanha                  | x    | x    | x    | NM    |       |

### Final
A final ocorreu às 19:50. 
| Colocação         | Atleta                      | Nacionalidade  | # 1  | # 2  | # 3  | # 4  | # 5  | # 6  | Marca | Notas |
| ----------------- | --------------------------- | -------------- | ---- | ---- | ---- | ---- | ---- | ---- | ----- | ----- |
| Medalha de ouro   | Tianna Bartoletta           | Estados Unidos | x    | 6.95 | 6.87 | 6.62 | 6.94 | 7.14 | 7.14  | WL    |
| Medalha de prata  | Shara Proctor               | Grã-Bretanha   | x    | 6.87 | 7.07 | 7.01 | x    | x    | 7.07  | NR    |
| Medalha de bronze | Ivana Španović              | Sérvia         | 7.01 | x    | x    | 6.86 | 6.98 | 7.01 | 7.01  | NR    |
| 4                 | Christabel Nettey           | Canadá         | 6.95 | 6.85 | x    | 6.69 | 6.84 | x    | 6.95  |       |
| 5                 | Lorraine Ugen               | Grã-Bretanha   | x    | 6.85 | 6.73 | x    | x    | x    | 6.85  |       |
| 6                 | Malaika Mihambo             | Alemanha       | x    | 6.79 | x    | x    | 6.60 | –    | 6.79  |       |
| 7                 | Khaddi Sagnia               | Suécia         | x    | 6.67 | 6.56 | 6.40 | 6.78 | 5.05 | 6.78  | PB    |
| 8                 | Janay DeLoach Soukup        | Estados Unidos | 6.67 | x    | 6.64 | 6.53 | x    | x    | 6.67  |       |
| 9                 | Nastassia Mironchyk-Ivanova | Bielorrússia   | 6.66 | x    | 6.53 |      |      |      | 6.66  |       |
| 10                | Darya Klishina              | Rússia         | 6.60 | 6.65 | 6.50 |      |      |      | 6.65  |       |
| 11                | Katarina Johnson-Thompson   | Grã-Bretanha   | 6.63 | x    | 6.63 |      |      |      | 6.63  |       |
| 12                | Erica Jarder                | Suécia         | x    | x    | 6.48 |      |      |      | 6.48  |       |

Legenda
| Recorde mundial       | Recorde mundial (World record)               |                       | Recorde africano                      | Recorde africano (African) |                                           | Q | Classificado por posição (Qualified) |
| Recorde do campeonato | Recorde do campeonato (Championship record)  | Recorde da América    | Recorde da América (Americas)         | q                          | Classificado por melhor tempo (Qualified) |   |                                      |
| Melhor marca do ano   | Melhor marca do ano (World leading)          | Recorde asiático      | Recorde asiático (Asian)              | DNS                        | Não largou (Did not start)                |   |                                      |
| Recorde nacional      | Recorde nacional (National record)           | Recorde europeu       | Recorde europeu (European)            | DNF                        | Não terminou (Did not finish)             |   |                                      |
| Recorde pessoal       | Recorde pessoal do atleta (Personal best)    | Recorde da Oceania    | Recorde da Oceania (Oceania)          | DSQ / DQ                   | Desclassificado (Disqualified)            |   |                                      |
| Recorde da temporada  | Recorde da temporada do atleta (Season best) | Recorde sul-americano | Recorde sul-americano (South America) | NM                         | Sem marca (No mark)                       |   |                                      |